# Транспорт атаки

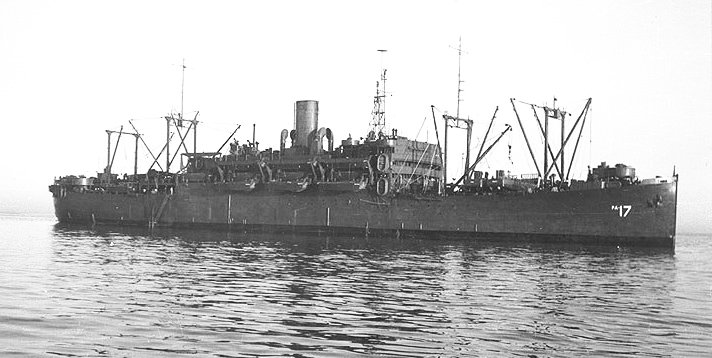
USS American Legion — транспорт атаки, побудований 1919, який інтенсивно використовувався під час Другої світової війни

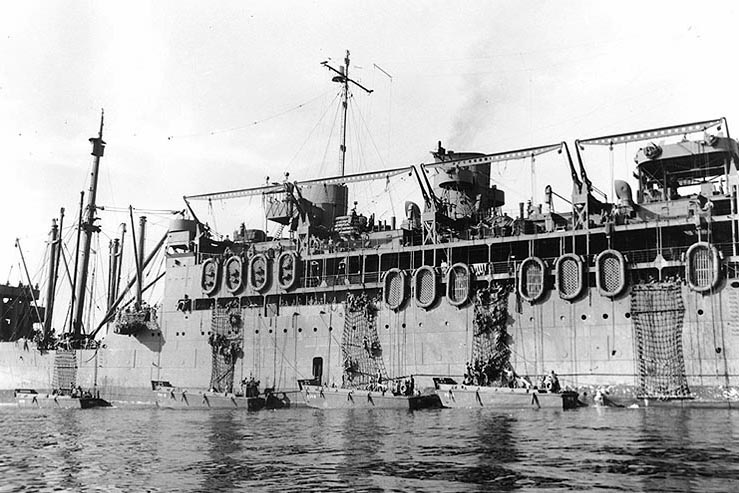
Солдати спускаються по сітях з борту транспорту атаки the attack transport USS McCawley 14 червня 1943, готуючись до висадки на Новій Джорджії

Транспорт атаки (англ. Attack transport) за класифікацією ВМС США варіант спроможного до океанічних походів військового транспортного судна, пристосованого для перевезення сил морського десанту на берег.  На відміну від звичайних військових транспортів часів Другої світової війни, які часто безпосередньо залучалися з торгового флоту та здійснювали висадку за допомогою корабельних шлюпок та катерів, транспорти атаки перевозили з собою повноцінні десантно-висадкові засоби.
Але самі транспорти атаки залишалися у морі на відміну від десантних кораблів, які самі приставали до берега, випускаючи десантників та їх техніку через рампи.
під час Другої світової війни було побудовано 388 транспортів атаки як мінімум 15 відмінних типів.  У залежності від конкретного типу їх озброювали одною чи двома 5-дюймовими гарматами та набором 40 та 20 міліметрових зенітних автоматичних гармат.
У кінці 1950  десантно-висадкові засоби як основний інструмент висадки десанту почали замінювати бронетранспортери-амфібії та вертольоти. У свою чергу це призвело до поступової заміни транспортів атаки іншими типами десантних кораблів, пристосованих для розміщення відповідних засобів десантування впродовж 1960-тих.

## У культурі
Фільм 1956 Очистити територію (англ. Away All Boats) присвячений операціям транспорту атаки. Фільм засновувався на популярному романі, написаному офіцером, який проходив службу на кораблях цього типу під час Другої світової війни.